# Leeds City (stacja kolejowa)
Leeds zwany również Leeds City - główna stacja kolejowa w mieście Leeds w hrabstwie West Yorkshire, na liniach South Western Main Line, Cross Country Route i licznych regionalnych. Stacja jest zelektryfikowana. Jest największą stacją Anglii poza Londynem i drugą w Wielkiej Brytanii, po Glasgow Central.

## Ruch pasażerski

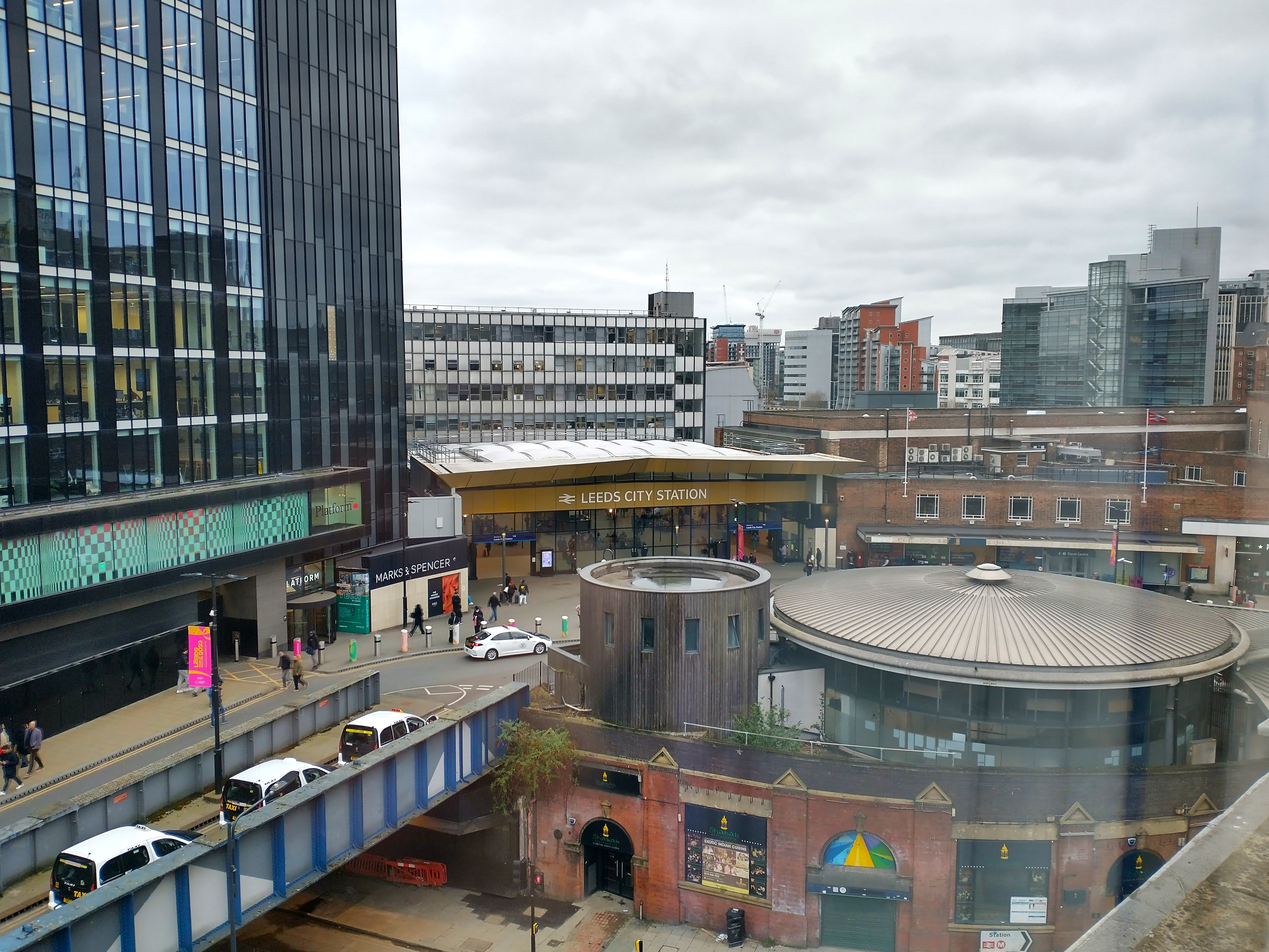
Główne wejście

Ze stacji korzysta ok. 18 121 000 pasażerów rocznie (dane za rok 2007). Liczba pasażerów korzystających ze stacji ma tendencję wzrostową (ponad 4 mln w ciągu 4 lat). Posiada bezpośrednie połączenia z większością dużych miast w Anglii i Szkocji, w tym z Londynem,  Pociągi odjeżdżają ze stacji w odstępach godzinnych w każdą stronę.

## Obsługa pasażerów
Kasy biletowe, automaty biletowe, odbiór biletów zamówionych przez internet, poczekalnia I klasy, poczekalnia II klasy, WC, bankomaty, bar, bufet, przystanek autobusowy (bezpłatne połączenie z centrum miasta i dokami), postój taksówek, telefon, publiczny dostęp do internetu Wi-Fi, sklepy, dworcowa komenda policji, sklepy. Stacja dysponuje parkingiem samochodowym na 299 miejsc oraz parkingiem rowerowym na 124 miejsca. 

Schemat połączeń stacji Leeds

## Linie kolejowe wychodzące ze stacji
- East Coast Main Line
- Midland Main Line
- Airedale Line
- Caldervale Line
- Hallam Line
- Harrogate Line
- Huddersfield Line
- Pontefract Line
- Wakefield Line
- Wharfedale Line
- York & Selby Lines
- Cross Country Route